# Kiki Bertens
Kiki Bertens, född 10 december 1991 i Wateringen, är en nederländsk professionell tennisspelare.
Bertens började spela tennis när hon var sec år gammal. Hennes aktuella tränare (mars 2020) är Elise Tamaëla. Hon tillhör sedan 2011 periodvis det nederländska Fed Cup-laget och hon deltog i olympiska sommarspelen 2016. Hennes första vinst i en WTA turnering kom i april 2012 i Fès. Fram till 2019 vann hon ytterligare åtta WTA-turneringar. Åren 2018 och 2019 var hon bland de tio bästa i WTA singelrankningen.
Bertens deltar även i dubbel där hon hade sina största framgångar tillsammans med Johanna Larsson.